# アントン・アズベ
アントン・アズベ（Anton Ažbe、1862年5月30日 - 1905年8月6日）はスロベニアの画家である。ミュンヘンで、私立の美術学校を運営し、有名な画家、ワシリー・カンディンスキー や アレクセイ・フォン・ヤウレンスキー を教えた。

## 略歴
オーストリア＝ハンガリー帝国領であったはスロベニアのゴレニャ・ヴァス＝ポリャネの農家に生まれた。体に障害があって農作業に適さなかったので、商人の見習いとなった。リュブリャナで画家のヴォルフ（Janez Wolf）と知り合い、美術の教育を受け、助手として働いた。1882年の秋、ウィーン美術アカデミーに進み、ジークムント・ラレマント（Siegmund L'Allemand）、アイゼンメンガー（August Eisenmenger）、クリスティアン・グリーペンケール（Christian Griepenkerl）らに学んだ。同時期の学生には、セルビア出身のウロシュ・プレディッチ(Uroš Predić:1857–1953)がいた。
ウィーン美術アカデミーの保守的な教育に不満を持ち、1884年に当時、新しい美術の中心地の一つであったミュンヘンで学ぶ決心をして、ミュンヘン工芸学校（ Münchner Künstlergenossenschaft）に移り、はじめハックル（Gabriel von Hackl）の指導を受けた。1885年にミュンヘン美術院に移り、ルートヴィヒ・フォン・レフツに学んだ。

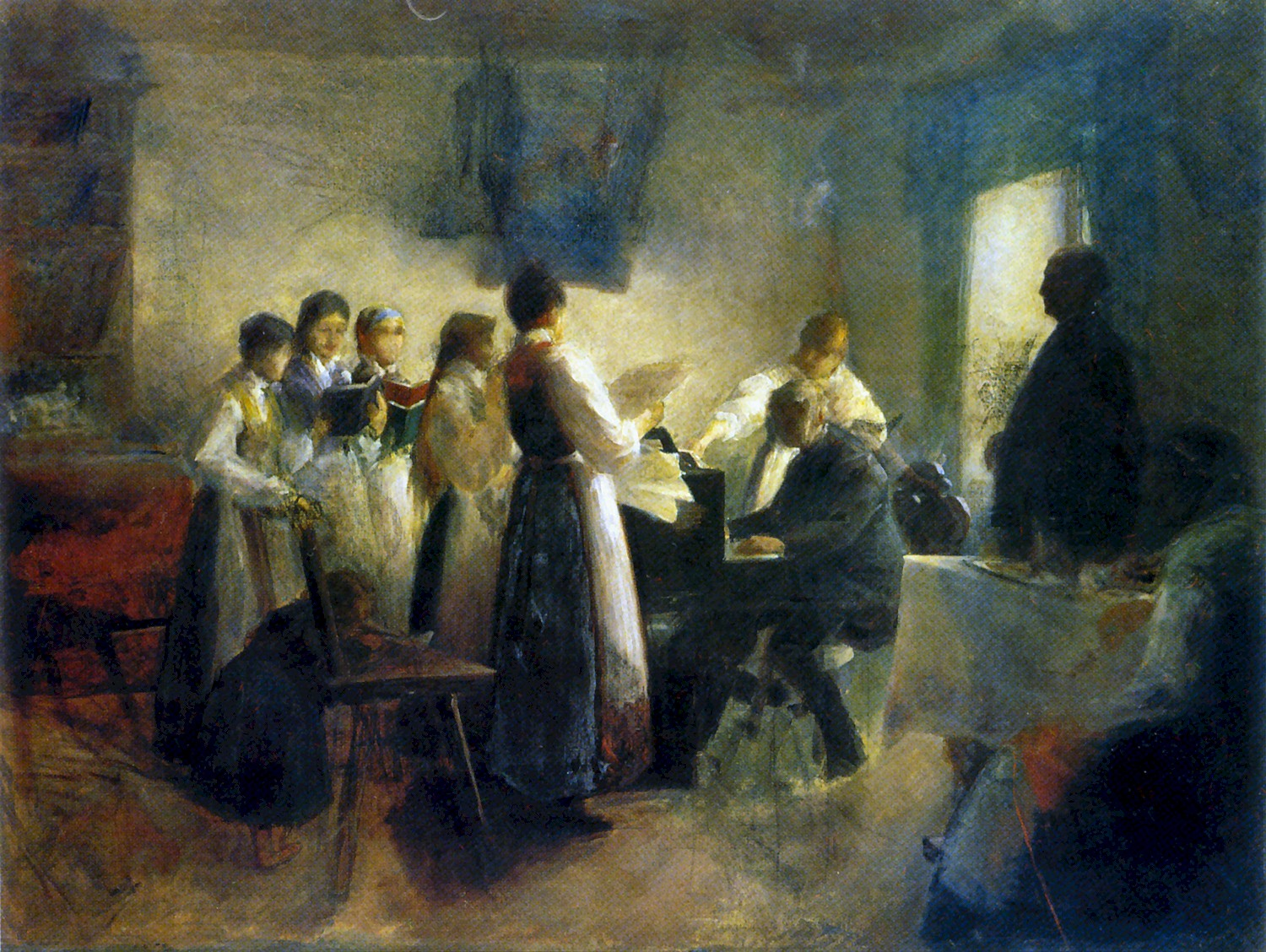
村のコーラス(c.1900)

1891年には同じスロベニア人の友人のリハルド・ヤコピッチらの助言で、個人の美術学校を開き、当初20人ほどの学生で発足した学校は、官立の美術学校の保守的な教育に満足できない学生を集めて100人ほどの学生を集めた。特に東欧からの学生を集めた。ロシアのサンクトペテルブルクの帝国芸術アカデミーは予備コースとして、アズベの美術学校を推奨した。
有名な学生だった画家には、抽象絵画の創始者とされワシリー・カンディンスキーや表現主義の画家アレクセイ・フォン・ヤウレンスキーらがいる。
10年を超えるの美術学校を開いていた期間、ほとんど一人で教えた。1904年に癌を発症し、1905年に没した。

## アズベの教えた学生
- アレクセイ・フォン・ヤウレンスキー (1865-1941)
- クリスチャン・ラウト (1865-1943)
- ワシリー・カンディンスキー (1866-1944)
- イヴァン・グロハル(1867-1911)
- リハルド・ヤコピッチ（1869-1943)
- イーゴリ・グラーバリ (1871-1960)
- マティヤ・ヤーマ (1872-1947)
- ナデジダ・ペトロヴィッチ (1873-1915)
- ムスチスラフ・ドブジンスキー (1875-1957)
- オレクサンドル・ムラシュコ (1875-1919)
- オルガ・デラ＝フォス＝カルドフスカヤ (1875-1952)
- イヴァン・ビリビン (1876-1942)
- ダヴィド・ブルリューク、(1882-1967)
- オイゲニウス・ザク (1884-1926)
- ヨシップ・ラチッチ (1885-1908)
- ウラジーミル・ブルリューク(1886-1917)

## 作品

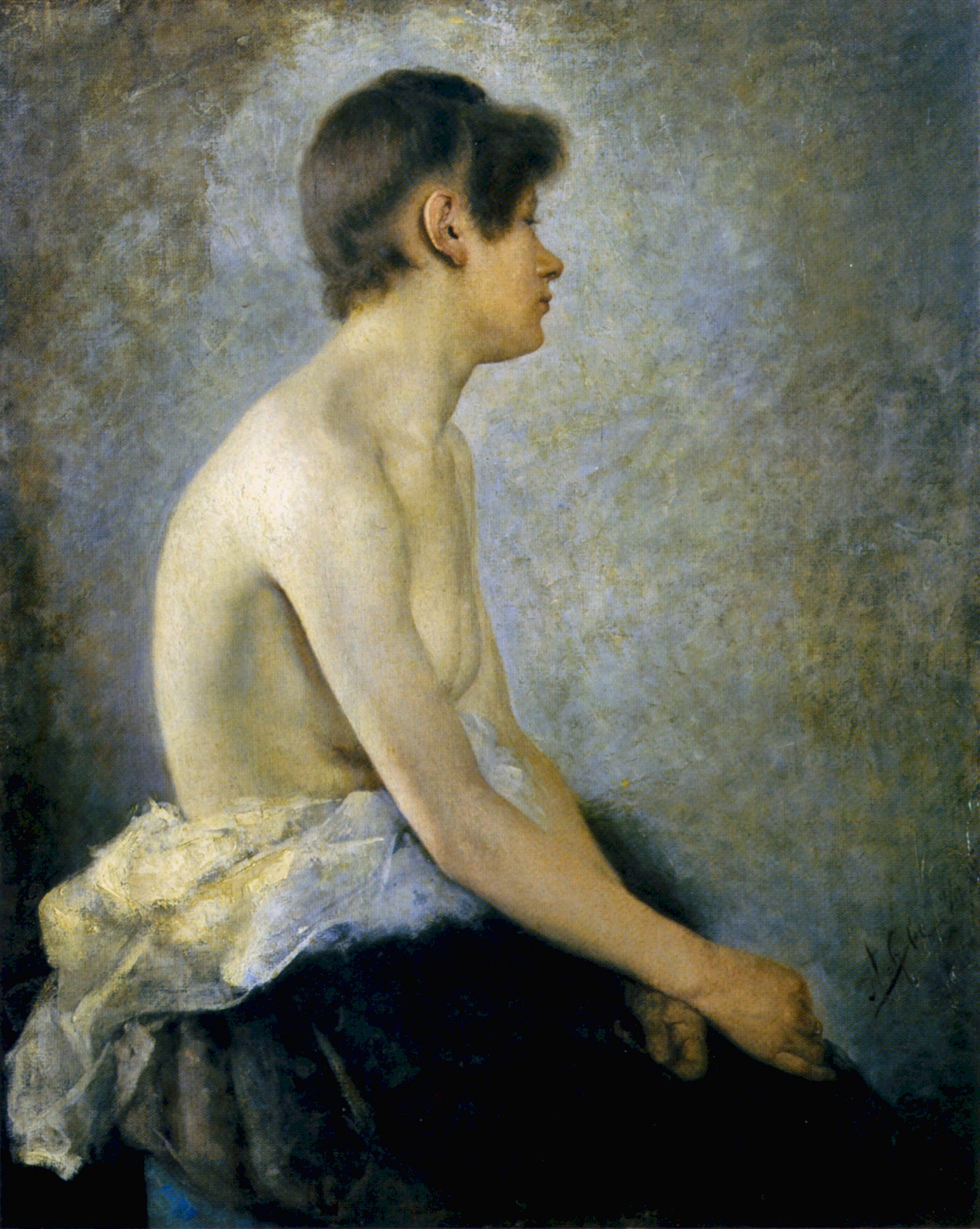
半裸像(1888)
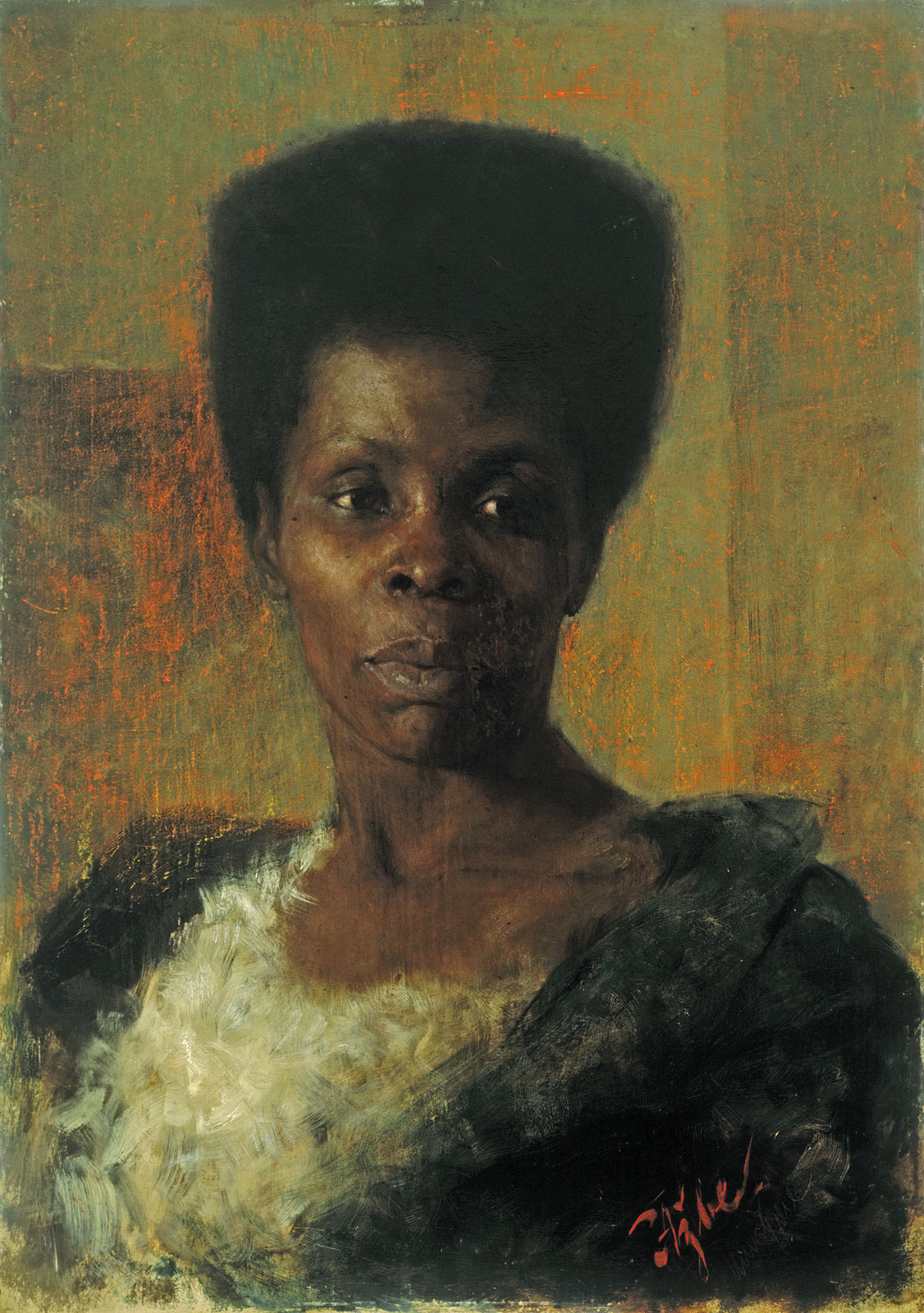
黒人の女性(1888)
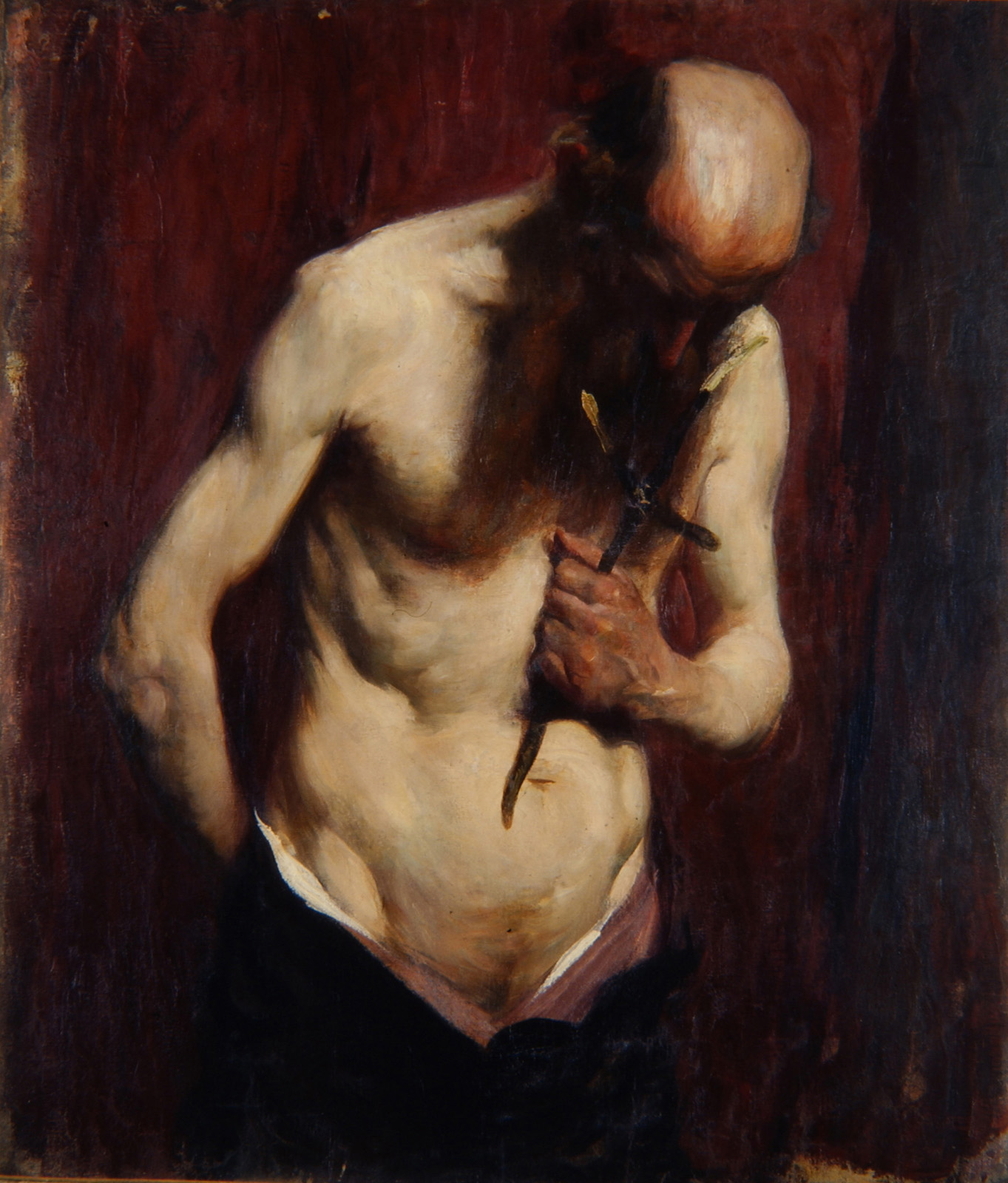
Old Man with a Cross (c.1905)
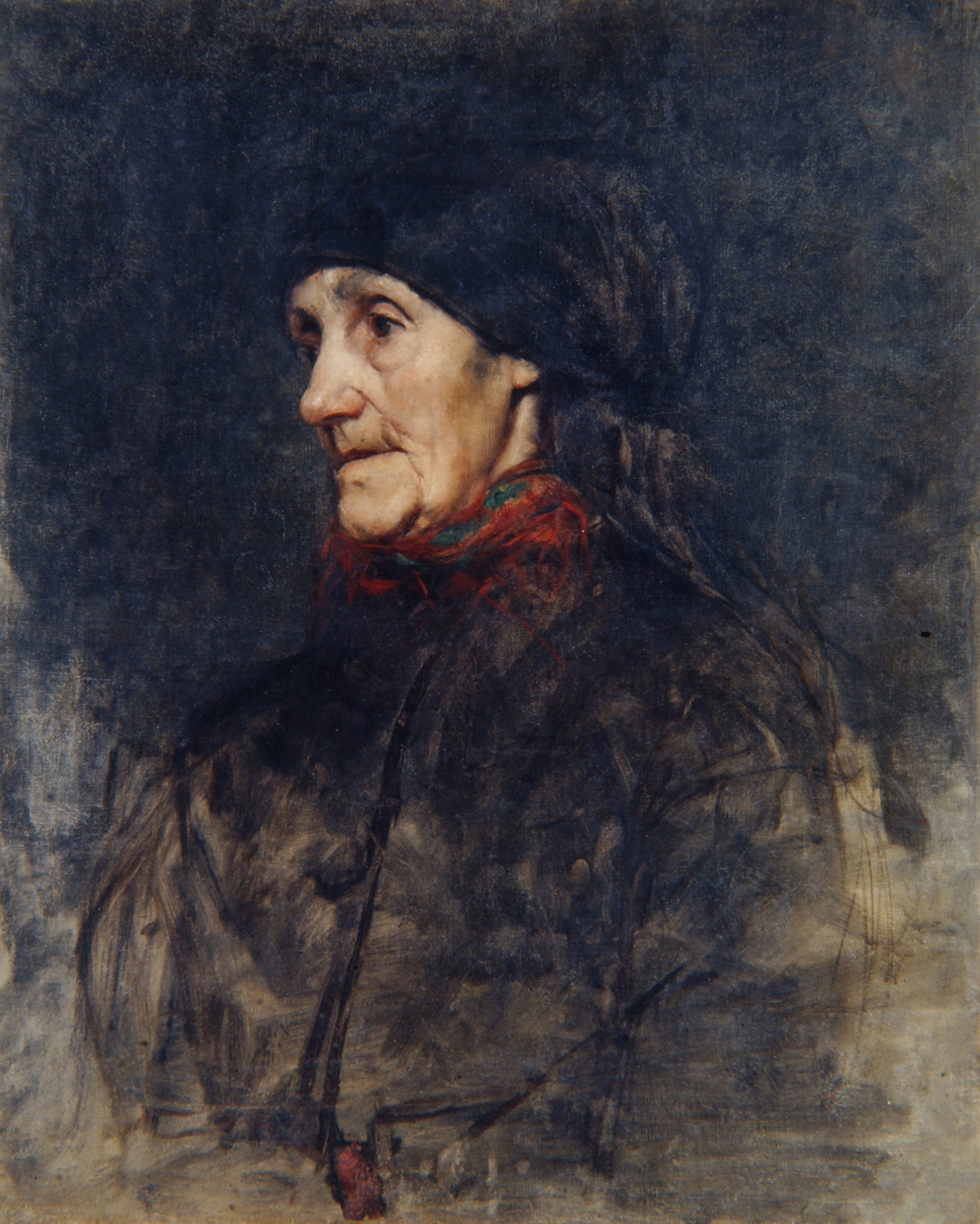
スカーフをした老人